# Tindersticks
Tindersticks — британский музыкальный коллектив из Ноттингема.

## История
Группа основана в 1991 году и первоначально называлась Asphalt Ribbons. В творчестве, кроме привычных для рок-групп гитар, группа использует множество инструментов — пианино, тромбон, скрипку, кларнет, орган. В 1992 году было записано демо и выпущен первый сингл «Patchwork» на собственном лейбле группы Tippy Toe Records. Первоначальный состав: Стюарт Степплс (вокал), Дэвид Боултер (орган, аккордеон), Нейл Фрезер (гитара), Дикон Ханчлифф (гитара, струнные инструменты), Маколей (ударные, перкуссия), Джон Томпсон (бас).
Среди музыкантов, повлиявших на творчество группы критики называют Ника Кейва, Леонарда Коэна, Скотта Уокера, Ли Хэзлвуда, Сержа Генсбура и Эннио Морриконе..
Автор большинства текстов — Стюарт Степплс.
В 1993 году группа подписывает контракт с недавно созданным лейблом This Way Up и выпускает первый альбом, который так и назывался — Tindersticks, объявленный журналом Melody Maker «альбомом года». В 1994 году фирма «Bar/None» выпускает диск на американском музыкальном рынке.
Весной 1995 года в активе Tindersticks появился второй студийный диск, опять же, без своего собственного названия. В записи приняли участие хорошие знакомые группы Терри Эдвардс (Terry Edwards) из Gallon Drunk и Карла Торгерсон (Carla Torgerson) из The Walkabouts. Множество синглов Tindersticks в разное время получали премию Single of the Weel.
Живые выступления группа предпочитала давать в сопровождении струнного оркестра (порядка 30 человек), и поэтому концерты были довольно нечастыми (концертник Bloomsbury Theatre записан с участием именно такого оркестра).
В 1996 году группа записывает саундтрек к фильму Nenette et Boni французского режиссёра Клер Дени (Claire Denis).
В рамках своего концертного тура Tindersticks доехали и до России (июнь 2001 года). Организатором российских концертов выступила компания FeeLee.
В том же 2001 году Клер Дени пригласила группу принять участие в работе над своим новым фильмом Trouble Every Day. Фильм впоследствии попал в конкурсную программу Каннского кинофестиваля, впрочем в коммерческом прокате он остался практически незамечен.
2003 год был отмечен сольными проектами некоторых участников коллектива. Баултер записал пластинку для детей Songs For the Young at Heart (при помощи Степлса), сам Степлс работал над саундтреком к очередному фильму Клер Дени, а скрипач Дикон Хинчлифф написал музыку к другому фильму Forty Shades of Blue.
Помимо альбомов, в 2005 году группа выпустила полное собрание своих клипов на DVD под названием Вareback, а Стюарт Степлс начал сольную карьеру, что послужило темой для разговоров о возможном распаде группы. Он выпустил два сольника — Lucky Dog Recordings 03-04 и Leaving Songs. Впрочем, в записи альбомов принимали участие и коллеги по Tindersticks. Так, в записи Lucky Dog Recordings 03-04 отметились Нил Фрейзер и Дэвид Боултер, а также Ян Тирсен (Yann Tiersen) — фортепиано, Терри Эдвардз (Terry Edwards) — саксофон, духовые, Томас Белхом (Thomas Belhom) — ударные.
В 2007 году Tindersticks начали работу над очередным альбомом, седьмым по счету — The Hungry Saw. Запись прошла с помощью Томаса Белхома (ударные) и Дэна Маккина (Dan McKinna) (бас), так как Ханчлифф, Маколей и Колвилл к тому времени покинули группу. Альбом вышел 28 апреля 2008 года.
26 апреля 2011 года вышел специальный цифровой бокс-сет, посвящённый сотрудничеству между Клер Дени и Tindersticks.

## Состав
- Стюарт Эштон Степлс (Stuart Ashton Staples), р. 14 ноября 1965 — вокал, гитара, мелодика
- Нейл Тимоти Фрезер (Neil Timothy Fraser), р. 22 ноября 1962 — гитара, вибрафон
- Дэвид Леонард Боултер (David Leonard Boulter), р. 27 февраля 1965 — клавишные, перкуссия

## Бывшие участники
- Дикон Джеймс Ханчлифф (Dickon James Hinchliffe), р. 9 июля 1967 — скрипка, гитара, вокал, пианино (до 2006)
- Аласдар Маколей (Alasdair Robert De Villeneuve Macaulay), р. 2 августа 1965 — ударные, перкуссия (до 2006)
- Марк Эндрю Колвилл (Mark Andrew Colwill), р. 12 мая 1960 — бас-гитара (до 2006)

## Дискография

### Студийные альбомы
- 1993 — Tindersticks (aka First Album) (This Way Up)
- 1995 — Tindersticks (aka Second Album) (This Way Up)
- 1997 — Curtains (This Way Up)
- 1999 — Simple Pleasure (Island)
- 2001 — Can Our Love… (Beggar’s Banquet)
- 2003 — Waiting for the Moon (Beggar’s Banquet)
- 2008 — The Hungry Saw (Beggar’s Banquet)
- 2010 — Falling Down A Mountain (Constellation Records)
- 2012 — The Something Rain (Constellation Records)
- 2013 — Across Six Leap Years (Constellation Records)
- 2016 — The Waiting Room (Lucky Dog/City Slang)
- 2019 — No Treasure but Hope

### Синглы
- 1992 — «Patchwork»
- 1992 — «Marbles»
- 1993 — «A Marriage Made in Heaven»
- 1993 — «Unwired E.P.»
- 1993 — «City Sickness»
- 1993 — «Marbles»
- 1993 — «We Have All the Time in the World»
- 1993 — «Live in Berlin»
- 1994 — «Kathleen»
- 1995 — «No More Affairs»
- 1995 — «Plus De Liaisons»
- 1995 — «The Smooth Sounds of Tindersticks»
- 1995 — «Travelling Light»
- 1997 — «Bathtime»
- 1997 — «Rented Rooms»
- 1999 — «Can We Start Again»
- 2000 — «What is a Man»
- 2001 — «Trouble Every Day (Promo)»
- 2003 — «Don’t Even Go There E.P.»
- 2003 — «Trojan Horse»
- 2003 — «Sometimes it Hurts»
- 2003 — «My Oblivion»

### Саундтреки
- 1996 — Nénette et Boni (This Way Up/Island)
- 2001 — Trouble Every Day (Beggar’s Banquet)
- 2001 —  A Night In (Intimacy)
- 2011 — Claire Denis Film Scores 1996—2009
- 2013 — Les salauds

### DVD
- 2004 — Bareback (Beggar’s Banquet)